# Dicée à bec rouge
Dicaeum erythrorhynchos
Espèce
Statut de conservation UICN

 LC  : Préoccupation mineure
Le Dicée à bec rouge (Dicaeum erythrorhynchos) est une espèce de passereaux placée dans la famille des Dicaeidae.

## Description
C'est un petit oiseau de 8 cm de longueur, l'un des plus petits oiseaux dans la plupart des régions du sud de l'Inde et du Sri Lanka. Il est brun clair à vert olive sur le dos. Le dessous est chamois, ne contrastant pas fortement avec la partie supérieure et non pas blanchâtre comme chez le Dicée concolore des Ghâts occidentaux et des collines Nilgiri et il n'a pas de rayures comme le Dicée à bec épais. Le Dicée concolore a un sourcil pâle, contrairement à cette espèce qui n'a pas de marque sur la tête. La sous-espèce sri-lankaise D. e.ceylonense est plus grise et plus petite que celle de la péninsule indienne. Il est considéré comme un des premiers Dicées originaires de la péninsule malaise à avoir colonisé le sous-continent indien.

## Alimentation
Dans les régions forestières, ils visitent souvent les fleurs de Loranthus et de Viscum dont ils sont, avec les autres espèces de Dicées, l'un des principaux agents de dispersion. Les baies de ces plantes épiphytes sont habituellement avalées en entier (ils pincent parfois les fruits et rejettent les graines tout en se nourrissant de la pulpe, mais cette technique est plus souvent utilisée par le Dicée à bec épais) et les graines sont déféquées après un passage rapide d'environ trois à quatre minutes dans leur système digestif. Les graines expulsées disposent d'un enduit collant et l'oiseau applique son derrière sur la surface d'un perchoir approprié et avec son bec se débarrasse de la graine qui se colle alors sur la branche où elle peut par la suite germer. Les fleurs de Dendrophthoe falcata sont pollinisées par cette espèce. La fleur a un mécanisme qui provoque l'explosion des anthères et la pulvérisation du pollen sur le plumage de l'oiseau en visite.
Dans les zones urbaines, ils sont particulièrement attirés par les arbres fruitiers introduits, tels que Muntingia calabura dont les fruits doivent être avalés entiers. Ils se nourrissent aussi par écrasement de baies mûres en sirotant le jus. Ils peuvent également siroter le nectar des fleurs, telles que celles de Sterculia colorata et de Woodfordia floribunda, permettant ainsi leur pollinisation.

## Reproduction
Ils se reproduisent de février à juin. Une seconde couvée peut avoir lieu en septembre. Le nid est une structure suspendue à l'extrémité d'une haute branche d'un arbre et faite de toiles d'araignée, d'herbes, de mousse et de duvet. L'ouverture est une fente et une couvée a deux ou trois œufs.

## Sous espèces
Selon Peterson et Avibase :
- Dicaeum erythrorhynchos ceylonense Babault 1920  ;
- Dicaeum erythrorhynchos erythrorhynchos (Latham) 1790.